# Atalaya (Badajoz)
Atalaya ist ein südwestspanisches Dorf und eine Gemeinde (municipio) mit 258 Einwohnern (Stand: 2024) im Süden der Provinz Badajoz in der Autonomen Gemeinschaft Extremadura.

## Lage und Klima
Der etwa 500 m hoch gelegene Ort Atalaya liegt etwa 105 Kilometer südöstlich von Badajoz. Das Klima ist gemäßigt bis warm; Regen (ca. 504 mm/Jahr) fällt überwiegend im Winterhalbjahr.

## Bevölkerungsentwicklung
| Jahr      | 1970 | 1981 | 1991 | 2001 | 2011 | 2021 |
| Einwohner | 563  | 436  | 379  | 358  | 318  | 288  |

Aufgrund der zunehmenden Mechanisierung der Landwirtschaft, der Aufgabe bäuerlicher Kleinbetriebe („Höfesterben“) und dem daraus entstandenen Mangel an Arbeitsplätzen wanderten viele Familien und Einzelpersonen seit der Mitte des 20. Jahrhunderts in die größeren Städte ab („Landflucht“).

## Sehenswürdigkeiten
- Marienkirche (Iglesia de Nuestra Señora del Camino)
- Isidorkapelle

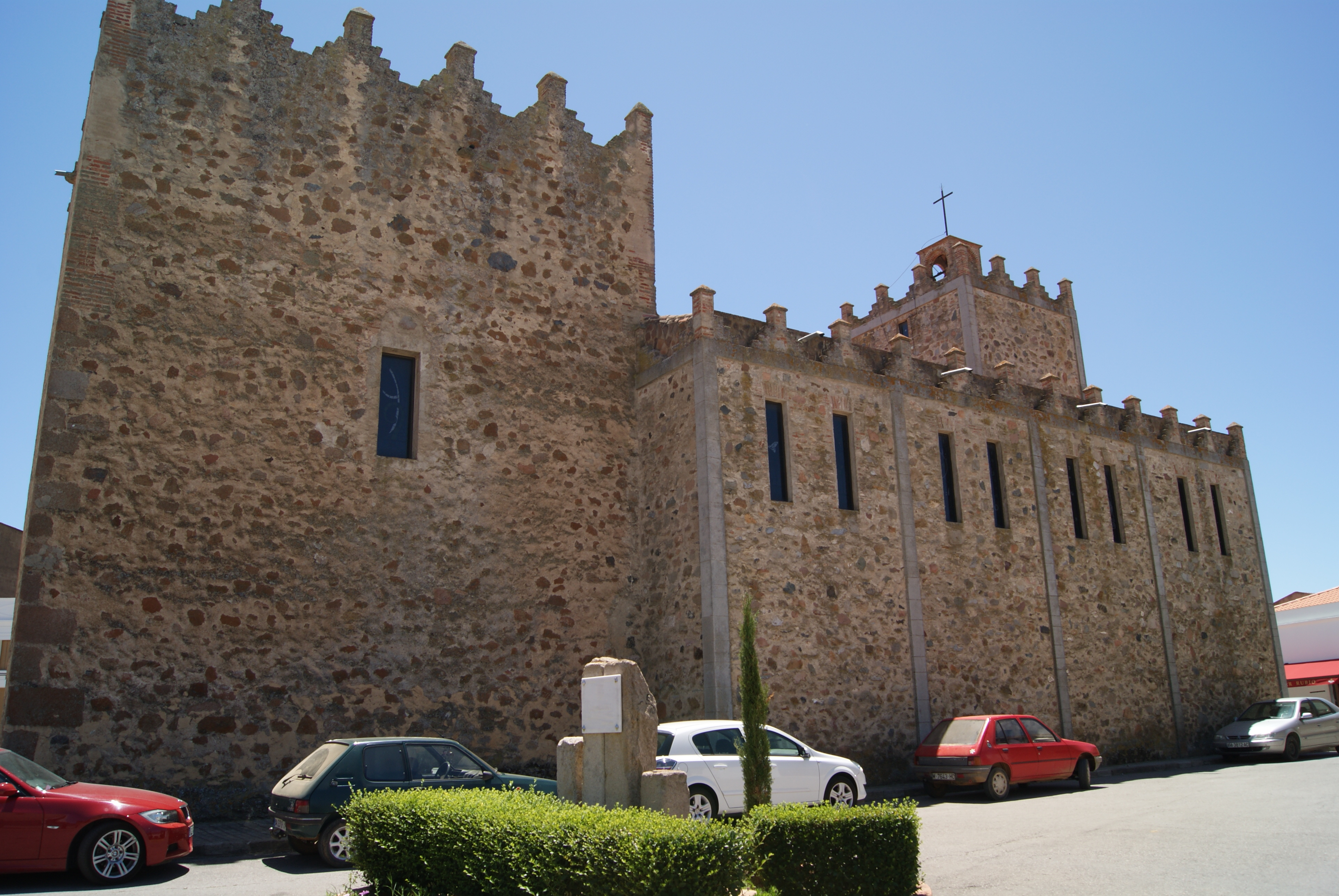
Marienkirche